# Mord w Pustelniku

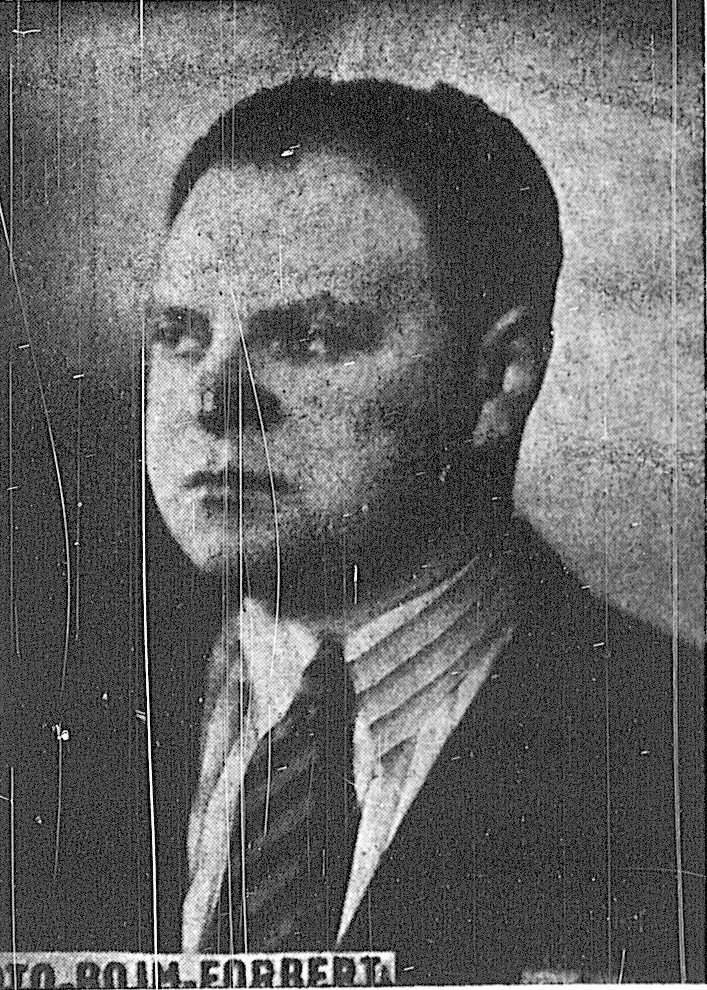
Rubin Feldszuh, jeden z ukrywanych przez rodzinę Banaszków

Mord w Pustelniku – zbrodnia dokonana jesienią 1943 roku na rodzinie Banaszków przez okupanta niemieckiego w miejscowości Pustelnik koło Warszawy.

## Przebieg
Podczas okupacji niemieckiej Marianna Banaszek razem z dziećmi Władysławem, Wiktorią i Stanisławą wynajmowała ukrywającym się Żydom pomieszczenia swojego domu w Pustelniku w pobliżu Warszawy. Wśród osób, które znalazły schronienie u rodziny Banaszków byli Abram Frank oraz członkowie rodzin Szpak i Kossower. Swoją kryjówkę znaleźli też u Banaszków w marcu 1943 r. pisarz i działacz syjonistyczny Rubin Feldszuh wraz z żoną Perłą Richter, muzykolożką i pianistką oraz ich uzdolniona muzycznie córka Josim, która zarażona w warszawskim getcie gruźlicą zmarła w Pustelniku 21 kwietnia 1943 r. Banaszkowie zostali ostrzeżeni o planowanej przez Niemców rewizji jesienią 1943 r. Znajdujący się wówczas w schronieniu Żydzi opuścili kryjówkę z pomocą Marianny Banaszek. Podczas rewizji został odkryty schron pod podłogą. Obecne przy przeszukaniu dzieci Marianny, Władysław i Stanisława zostały rozstrzelane i pogrzebane w cegielni w Markach. Marianna Banaszek została zamordowana w przedsionku swojego domu po powrocie z kościoła, a jej ciało pogrzebano w ogródku przy domu. Nieobecna tego dnia w domu Wiktoria Banaszek zginęła w Warszawie z rąk okupantów niemieckich. Po zakończeniu działań wojennych ciała rodziny Banaszków przeniesiono na cmentarz w Markach. Ciało zmarłej w schronieniu Josimy zostało przeniesione na żydowski cmentarz przez jej ojca, Rubina Feldszuha w 1946 roku.

## Upamiętnienie
15 września 2020 r. w Markach odbyła się uroczystość odsłonięcia tablicy upamiętniającej członków rodziny Banaszków, którzy zginęli za niesienie pomocy Żydom podczas okupacji niemieckiej. W uroczystości wzięła udział wiceminister kultury i dziedzictwa narodowego Magdalena Gawin, przedstawiciele lokalnych władz, przedstawiciele Instytutu Pileckiego, mieszkańcy oraz potomkowie Rubina Feldszuha ocalałego dzięki pomocy rodziny Banaszków. Uroczystość była częścią projektu Zawołani po imieniu realizowanego przez Instytut Pileckiego.